# Tsuruoka
Tsuruoka (jap. 鶴岡市, -shi) ist eine Stadt in der Präfektur Yamagata in Japan.
Sie ist die zweitgrößte Stadt in der Präfektur Yamagata.

## Geographie
Tsuruoka liegt südlich von Sakata und nördlich von Murakami am Japanischen Meer.

## Verkehr
- Straßen:
  - Yamagata-Autobahn
  - Nationalstraße 7: nach Niigata oder Aomori
- Zug:
  - JR Uetsu-Hauptlinie: nach Niigata oder Aomori

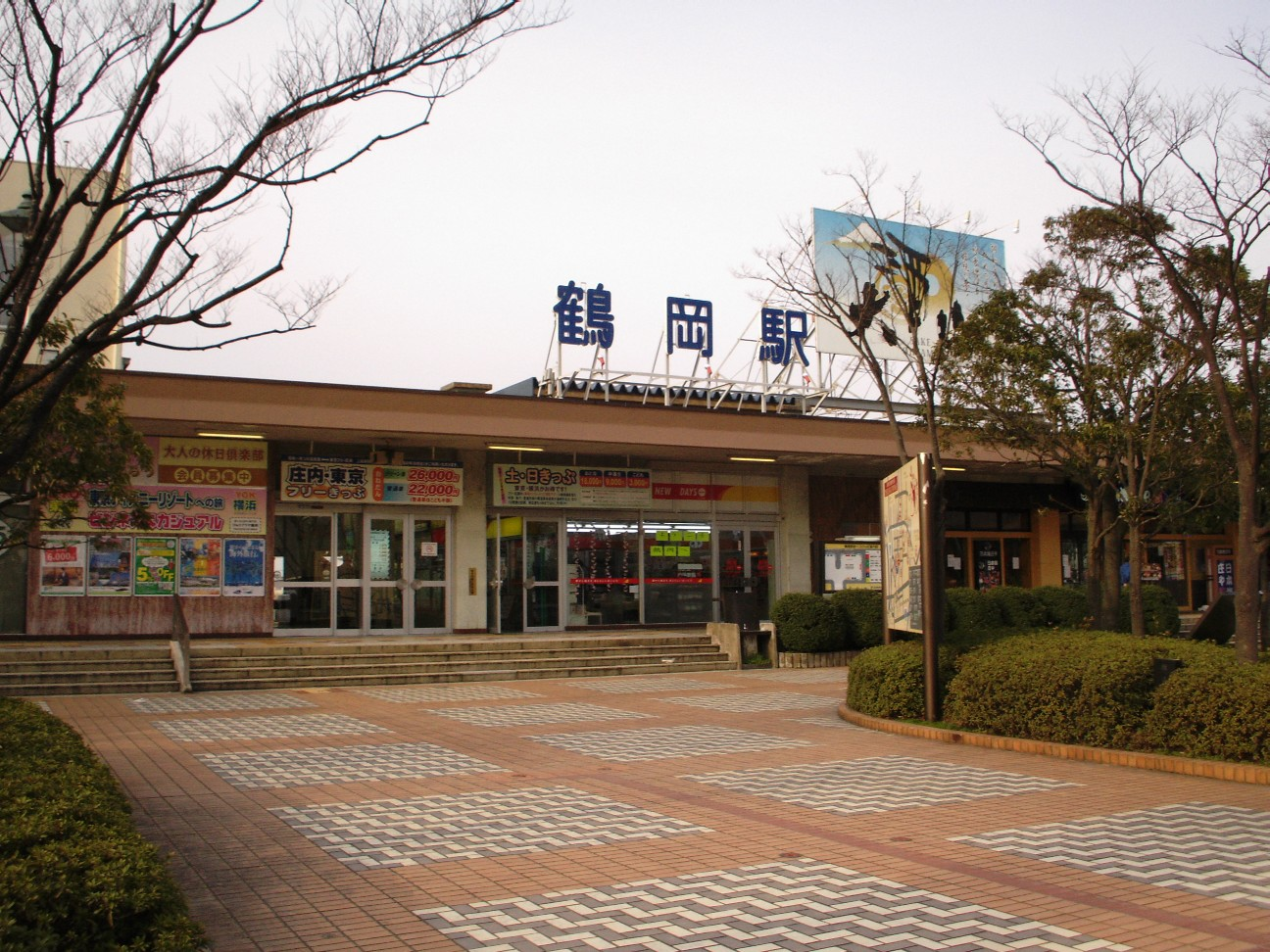
Bahnhof Tsuruoka

## Sehenswürdigkeiten
- Burgruine Tsurugaoka

## Söhne und Töchter der Stadt
- Takayama Chogyū (1871–1902), Schriftsteller
- Takushiro Hattori (1901–1960), Offizier der Kaiserlich Japanischen Armee und Regierungsbeamter
- Kōichi Katō (1939–2016), Politiker
- Maruya Saiichi (1925–2012), Schriftsteller
- Koseki San’ei (1787–1839), Mediziner und Gelehrter der „Westlichen Wissenschaften“ (Rangaku) der späten Edo-Zeit
- Yumi Satō (* 1976), Langstreckenläuferin
- Tsubasa Suzuki (* 1994), Fußballspieler
- Tatsuya Takahashi (1931–2008), Jazzmusiker und Bigband-Leader
- Kashiwado Tsuyoshi (1938–1996), Sumōringer

## Angrenzende Städte und Gemeinden

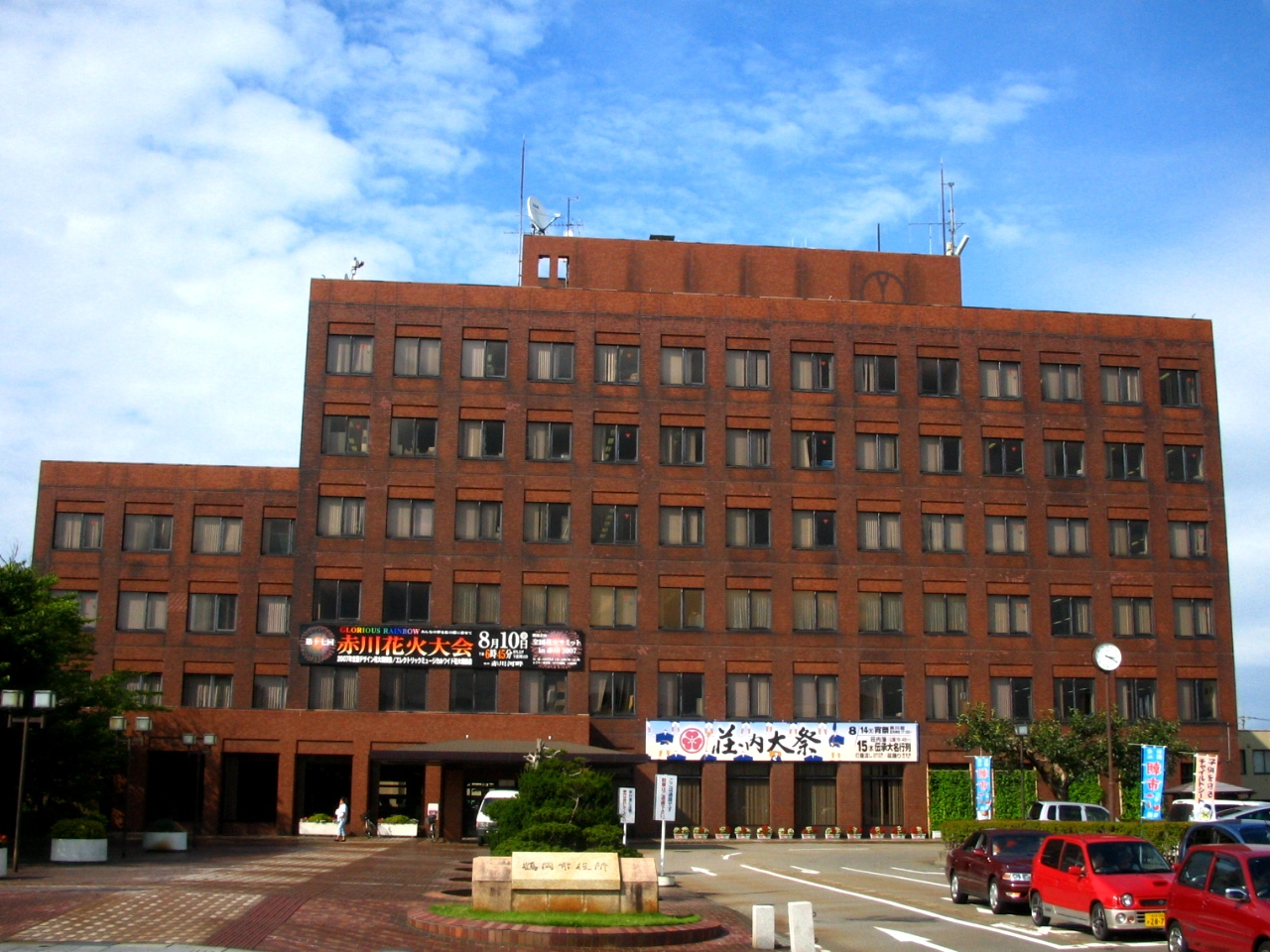
Rathaus

- Präfektur Yamagata
  - Sakata
  - Shōnai
  - Mikawa
  - Nishikawa
- Präfektur Niigata
  - Murakami